# Варен (Мюриц)
Ва́рен (нем. Waren) — город в Германии, расположен в земле Мекленбург-Передняя Померания.
Входит в состав района Мекленбургское Поозёрье. Население составляет 21051 человек (на 31 декабря 2010 года). Занимает площадь 158,39 км². Официальный код — 13 0 56 072.

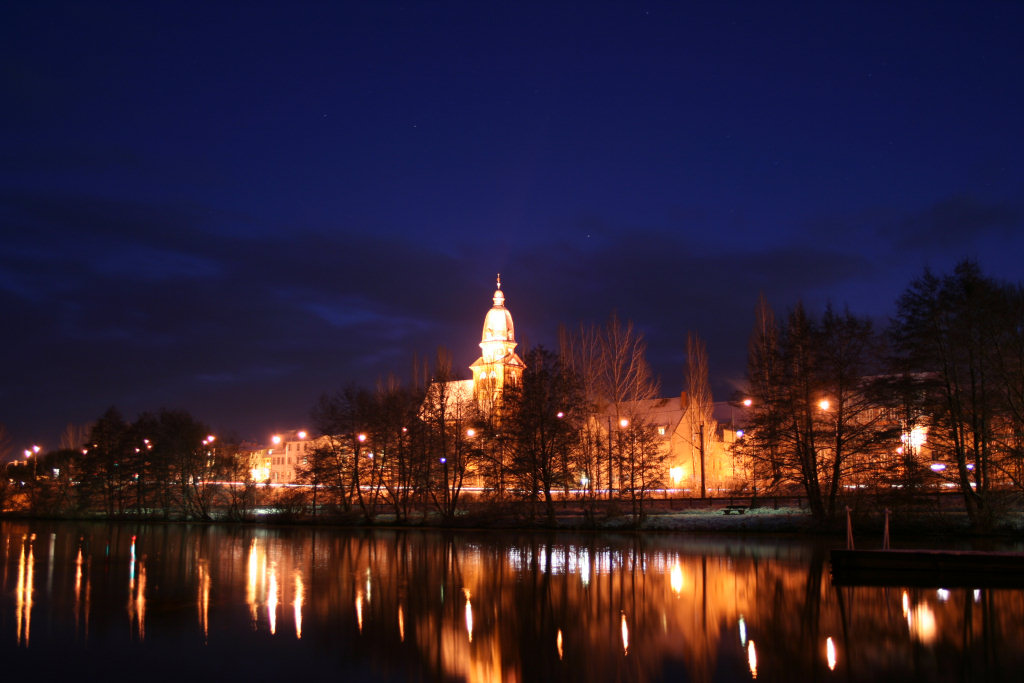
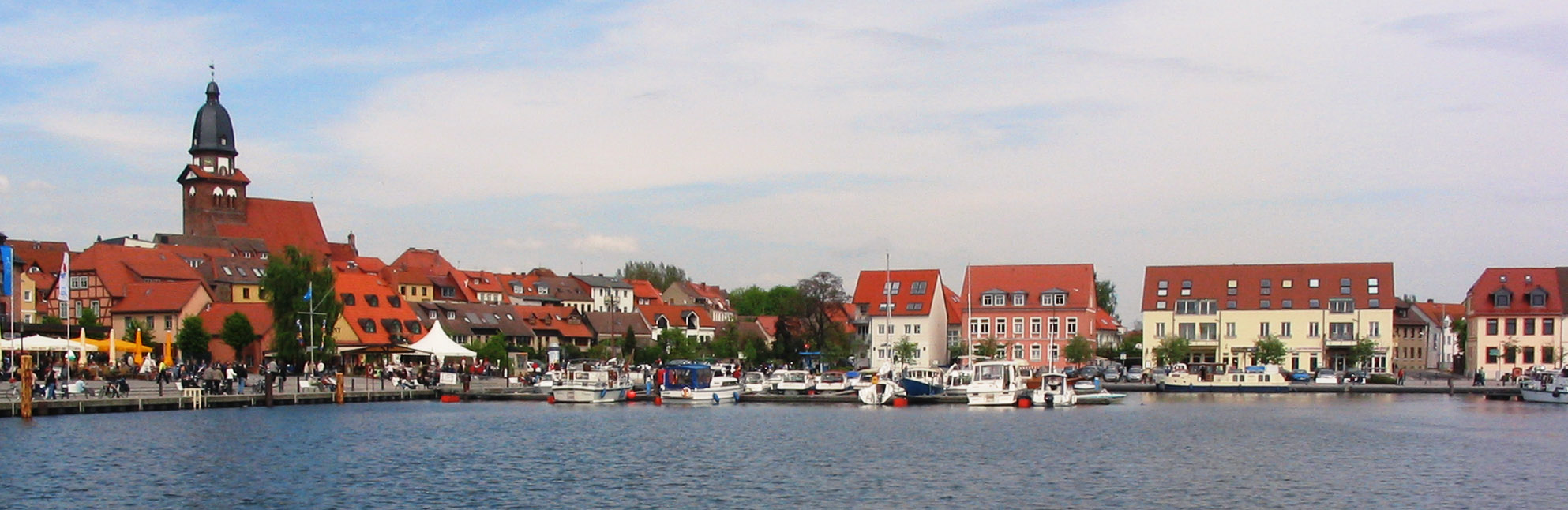
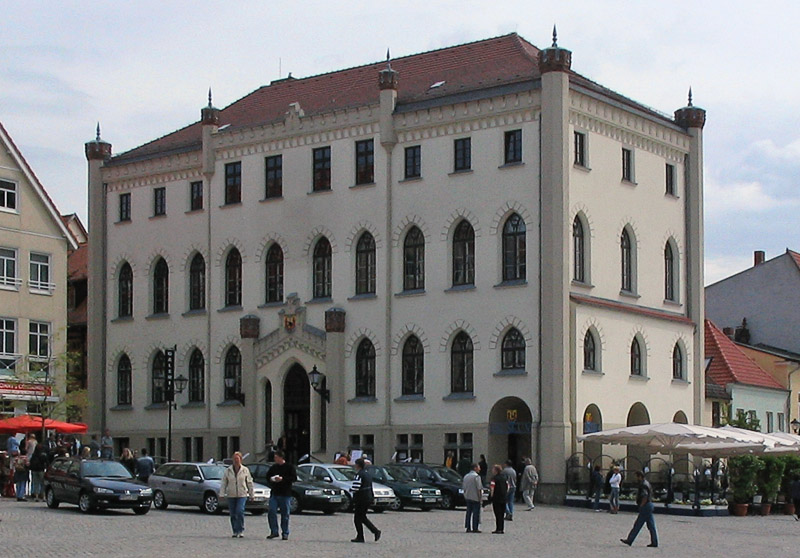
Ратуша
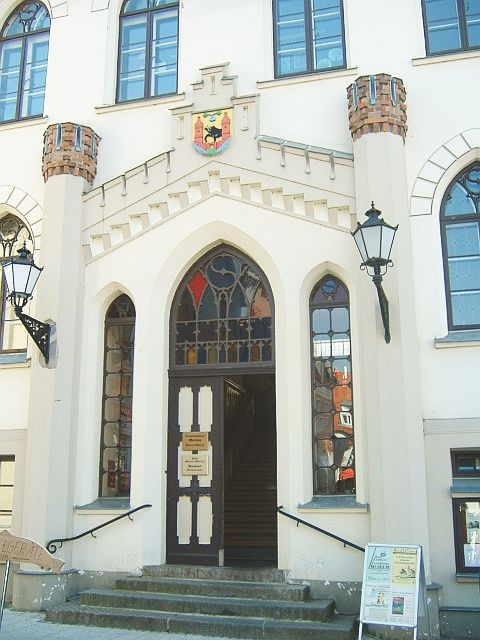
Ратуша
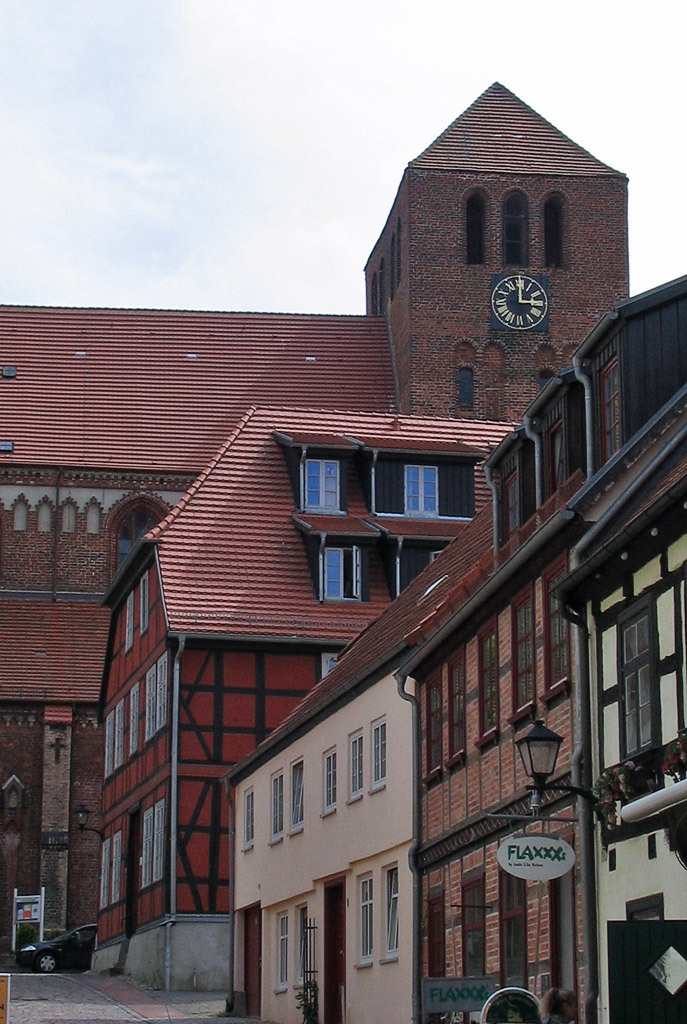
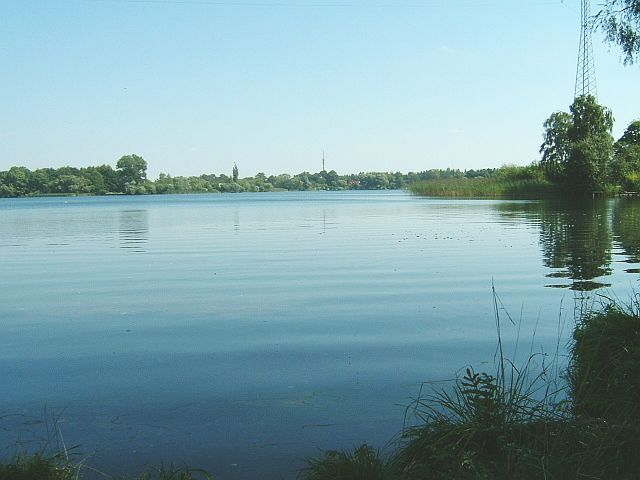
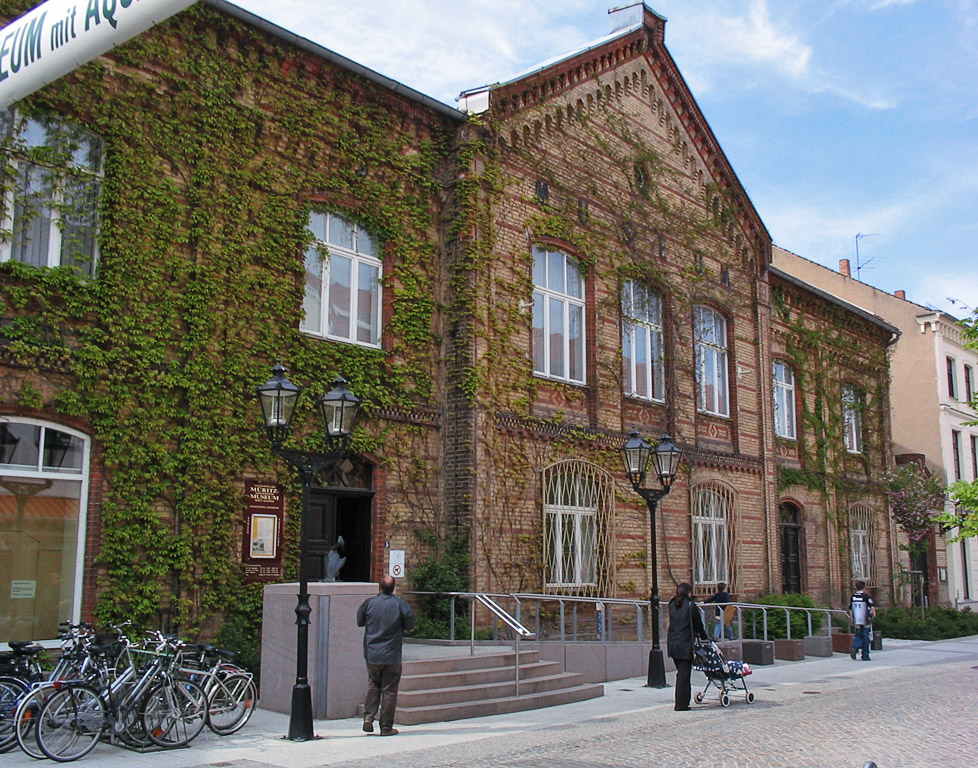
Музей
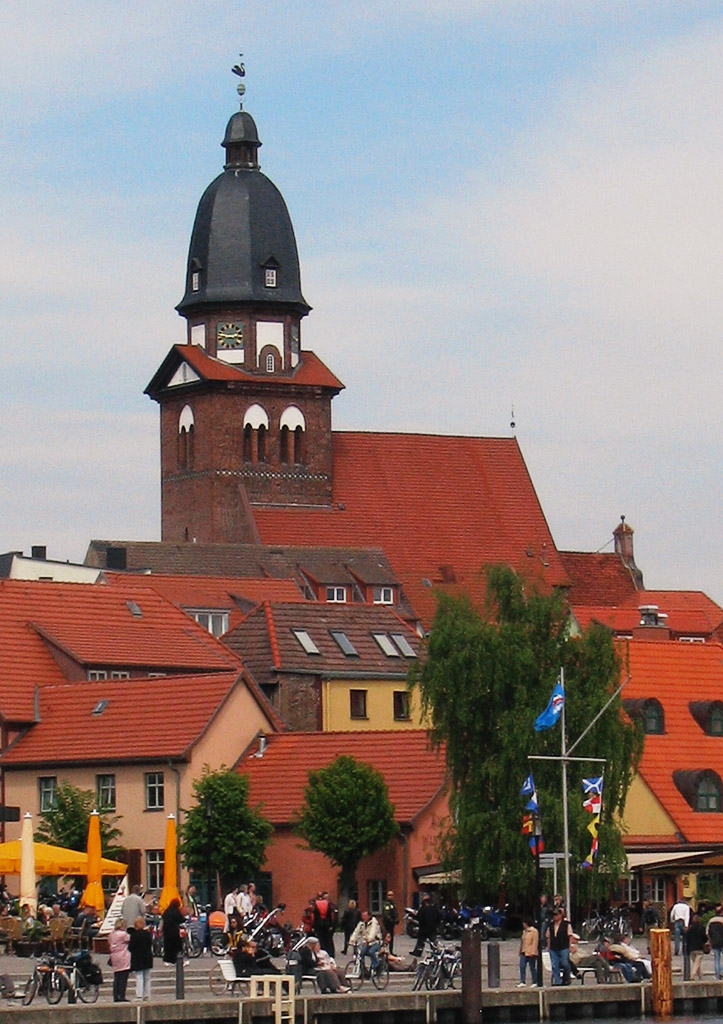